# 伊藤為吉
伊藤 為吉（いとう ためきち、1864年2月24日（文久4年1月17日） - 1943年（昭和18年）5月9日）は、日本の建築家・発明家。伊勢国松坂（現三重県松阪市）出身。
クリスチャンであり、教会の建築も多く手掛けている。

## 来歴・人物
17歳で上京、尾崎行雄の家に寄宿し、工部大学校で機械工学を学び、幸田露伴や郡司成忠と漢学の勉強をする。その後攻玉社に学僕として住み込み、片山潜と知り合う。22歳の時、片山とともに渡米、サンフランシスコ付近の修道会に学僕として住み込み、洗礼を受ける。学費捻出のためクリーニング店などで働き、イタリア人建築家カッペレッティの建築設計事務所で製図工として働き、建築と物理学を学ぶ。1888年に帰国、日本最初のドライクリーニング店を開店した。ついでアメリカ式の家具製造を始め、さらに洋風建築の設計施工を始める。
銀座の初代服部時計店、日本博品館、愛宕ホテル、本郷春木町の中央会堂(現在の本郷中央教会)、麻布教会(現在の鳥居坂教会)などを建築設計する。1893年に郡司成忠が千島探検に出た際には、3時間で組み立てられるプレハブ式家屋を贈った。木造家屋の耐震・耐風化の研究や、建築用具の発明、職工徒弟の教育に力を注いだ。発明家として生涯に70近い特許をとり、和製レオナルド・ダ・ヴィンチと言われた。晩年は永久機関の開発に着手していた。
のちに東京工大の田辺平学が提唱したものに先駆けて、コンクリートブロック式耐震構造から万年塀を考案、伊藤の万年塀は関東大震災に際しても破損しなかった。
伊藤のところに寄宿していた人物として、後の救世軍の山室軍平がいる。

## 生涯
- 1864年2月24日 伊勢国松坂近郊塩鼻村で宮大工の父弁治郎と母家寿(やす)の長男として生まれる[3]。
- 1882年 上京し、同郷の尾崎行雄宅の書生となる。工部大学校の自称「自由研究生」となり機械工学を学ぶ。菊池松軒の漢学塾で幸田露伴や郡司成忠兄弟らと出会う。
- 1883年 攻玉社の学僕となり、片山潜と知り合う。
- 1884年 片山潜を渡米させる。
- 1885年2月8日 渡米し、サンフランシスコに移住[3]。
- 1887年 
  - 4月 帰国[3]。
  - 9月 東京で日本初のクリーニング工場「伊藤組洗染所」を始める[3]。
- 1888年4月頃　下谷教会付属の駒込講義所（現在の西片町教会）ができる[4]。そこへ出席するようになり、受洗する[5]。
- 1889年 
  - 3月1日 設計施工を行った駒込講義所の会堂が完成[5][6]。
  - 3月25日 駒込講義所の会堂で飯島喜美栄との結婚式を挙げる。司祭はチャールズ・イビー宣教師。[5]
  - 3月31日 駒込講義所が駒込教会と改められる[4]。
  - 9月 伊藤建築事務所を設立する[3]。
  - 11月 長女の嘉子誕生[3]。
  - 芝愛宕ホテル及び5階の愛宕塔を建てる[3]。
  - 麻布教会(現在の鳥居坂教会)の会堂を建てる[2]。
- 1892年
  - 1月 長男の晃一誕生(夭逝)[3]。
  - 静岡教会 2代目会堂を建てる[2][7]。
  - 牛込教会堂を建てる[7][8][9]。
- 1893年4月13日 次男の道郎誕生[3]。
- 1894年 青山英和女子学校職業部[7]、日比谷の裁判所、鳥居坂の日本メソジスト教会などの工事に参加。銀座服部時計店を建てる。[3]
- 1895年 
  - 三男の鉄衛誕生[3]。
  - 10月末ごろ 山室軍平、寄宿。
- 1896年 
  - 四男の裕司誕生[3]。
  - 6月5日 駒込教会(西片町教会)が西片町に移転。
- 1899年 
  - 五男の熹朔(きさく)誕生。
  - 博品館を建てる。
- 1902年
  - 1月 次女の暢子誕生[3]。
  - 静岡教会 3代目会堂を建てる[10]。
- 1904年 
  - 巻煙草包装機械を発明[3]。
  - 7月15日 六男の圀男(千田是也)誕生[3]。
- 1905年7月7日 三女の愛子誕生[3]。
- 1907年2月 七男の忠雄誕生(夭逝)[3]。
- 1908年8月3日 八男の貞亮誕生[3]。
- 1911年2月26日 九男の翁介誕生[3]。
- 1917年3月 コンクリート製造研究所を設ける[3]。
- 1926年6月16日 伊藤式コンクリート製造所を独力で始める[3]。
- 1930年
  - 2月14日 古銅器コレクションを携えて横浜出発[3]。
  - 5月27日 ロサンゼルス州立博物館で古銅器展がオープン[3]。
- 1932年8月25日 アメリカより帰国[3]。
- 1933年 大阪に「研究所」を設け、無限動力機関の発明に没頭する[3]。
- 1942年12月26日 妻の喜美栄、死去[3]。
- 1943年5月9日 大阪で没する[3]。墓所は染井霊園。

## 代表建築

### 商業施設
- 銀座の初代服部時計店(1894年 - 1921年頃)[7]
- 日本博品館(1899年 - 1921年)[11]
- 愛宕ホテル（1889年 - 1897年）[3][7]
- 愛宕塔（1889年 - 1923年）[3][7]
- 第十六国立銀行[7]
- 第七十八国立銀行[7]

### 教会関係
- 駒込教会(西片町教会)初代会堂(1889年 - 1896年に移転 本郷駒込東片町)[5][7]
- 駒込教会(西片町教会)2代目会堂(1896年 - 1935年 現在の東京都文京区西片2-18-18)
- 駒込教会(西片町教会)3代目会堂(1935年 - 現存　現在の東京都文京区西片2-18-18)
- 中央会堂(現・日本基督教団本郷中央教会）[7]
- 函館教会堂[7]
- 相良教会堂[7]
- 静岡教会 2代目会堂(1892年 - 1902年に移転　現在の静岡県静岡市葵区追手町６丁目付近) [2][7]
- 静岡教会 3代目会堂(1902年 - 1945年に空襲で焼失　現在の静岡県静岡市葵区追手町９丁目付近) [10]
- 牛込教会堂(現・日本基督教団頌栄教会) (1892年 - 1934年?) [7][8][9]
- 甲府教会 2代目会堂(1891年 - 1916年 現在の山梨県甲府市中央2丁目付近) [7][12][13]
- 麻布教会堂(現・日本基督教団鳥居坂教会)　(1889年 - 1945年)[2][7]
- 弘前教会堂[7]
- チャールズ・イビー宣教師邸[7]

## 家族
- 妻　喜美栄(きみえ、1864年 - 1942年)は、動物学者で東京帝国大学教授の飯島魁の妹（1890年に結婚）。
  - 長女　嘉子(よしこ、1889年 - ?)は陸軍大将の古荘幹郎の妻[14]。
  - 長男　晃一(こういち、1892年 - 夭逝)[14]
  - 次男　伊藤道郎(みちお、1893年 - 1961年)は世界的舞踊家で[14]、妻はアメリカ人のヘイゼル（子にジェリー伊藤）。
  - 三男　伊藤鉄衛(かなえ、1895年 - ?)は建築家[14]。
  - 四男　伊藤祐司(ゆうじ、1896年 - ?)はオペラ歌手でコスチューム・デザイナー[14][15]、妻は日系人舞踊家のテイコ・イトウ（子に伊藤貞司）。
  - 五男　伊藤熹朔(きさく、1899年 - 1967年)は舞台美術家[14]。
  - 次女　暢子(のぶこ、1902年 - ?)は画家の中川一政の妻（子に中川晴之助）[14]。
  - 六男　伊藤圀夫(くにお、1904年 - 1994年)は千田是也として知られる演出家・俳優で[14]、妻はドイツ人のイルマ（娘に中川晴之助の妻、孫に女優の中川安奈）と女優の岸輝子。
  - 七男　忠雄(ただお、1907年 - 夭逝)[14]
  - 三女　愛子(あいこ、1905年 - ?) は邦楽家で、阪東壽三郎の妻[14]。
  - 八男　伊藤貞亮(ていりょう、1908年 - ?)は建築家[14]。
  - 九男　伊藤翁介(おうすけ、1911年 - 2009年)は作曲家・ギタリスト[14]で、妻は伊藤多津子。

## 伝記
- 村松貞次郎『やわらかいものへの視点　異端の建築家伊藤為吉』岩波書店